# 306-й отдельный зенитный артиллерийский дивизион
306-й отдельный зенитный артиллерийский дивизион — воинская часть вооружённых сил СССР в Великой Отечественной войне.

## История
В составе действующей армии с 22 июня 1941 года по 1 октября 1942 года.
На 22 июня 1941 года дислоцировался в Даугавпилсе, входя в состав 14-й бригады ПВО. С 26 июня 1941 года начал отход из Даугавпилса на Резекне
На 4 июля 1941 года имел в составе: командного состава — 22 человека, младшего командного состава — 39 человек, рядового состава — 256 человек, 85-мм орудий — 8, счетверённых пулемётных установок — 3, автомашин — 13.
Очевидно, что в течение лета 1941 года отступал с войсками к Новгороду, где в октябре 1941 года вошёл в состав Новгородской оперативной группы. В 1942 году принимал участие в Любанской операции, в январе 1942 года вошёл в прорыв у Мясного Бора и в окружении войск 2-й ударной армии был уничтожен.
1 октября 1942 года официально расформирован.
На начало войны командовал дивизионом майор Мартынов.

## Подчинение
| Подчинение      | Подчинение                                                 | Подчинение                                | Подчинение | Подчинение | Подчинение       | Подчинение        |
| Дата            | Фронт (округ)                                              | Армия                                     | Корпус     | Дивизия    | Бригада          | Примечания        |
| --------------- | ---------------------------------------------------------- | ----------------------------------------- | ---------- | ---------- | ---------------- | ----------------- |
| 22.06.1941 года | Северо-Западный фронт                                      | Северо-Западная зона ПВО                  | -          | -          | 14-я бригада ПВО | -                 |
| 01.07.1941 года | Северо-Западный фронт                                      | Северо-Западная зона ПВО                  | -          | -          | 14-я бригада ПВО | -                 |
| 10.07.1941 года | Северо-Западный фронт                                      | Северо-Западная зона ПВО                  | -          | -          | -                | точных данных нет |
| 01.08.1941 года | Северо-Западный фронт                                      | Северо-Западная зона ПВО                  | -          | -          | -                | точных данных нет |
| 01.09.1941 года | Северо-Западный фронт                                      | Северо-Западная зона ПВО                  | -          | -          | -                | точных данных нет |
| 01.10.1941 года | Северо-Западный фронт                                      | Северо-Западная зона ПВО                  | -          | -          | -                | точных данных нет |
| 01.11.1941 года | Северо-Западный фронт                                      | Новгородская армейская оперативная группа | -          | -          | -                | -                 |
| 01.12.1941 года | Северо-Западный фронт                                      | Новгородская армейская оперативная группа | -          | -          | -                | -                 |
| 01.01.1942 года | Северо-Западный фронт                                      | -                                         | -          | -          | -                | -                 |
| 01.02.1942 года | Волховский фронт                                           | 2-я ударная армия                         | -          | -          | -                | -                 |
| 01.03.1942 года | Волховский фронт                                           | 2-я ударная армия                         | -          | -          | -                | -                 |
| 01.04.1942 года | Волховский фронт                                           | 2-я ударная армия                         | -          | -          | -                | -                 |
| 01.05.1942 года | Ленинградский фронт (Группа войск Волховского направления) | 2-я ударная армия                         | -          | -          | -                | -                 |
| 01.06.1942 года | Ленинградский фронт (Волховская группа войск)              | -                                         | -          | -          | -                | -                 |
| 01.07.1942 года | -                                                          | -                                         | -          | -          | -                | данных нет        |
| 01.08.1942 года | -                                                          | -                                         | -          | -          | -                | данных нет        |
| 01.09.1942 года | -                                                          | -                                         | -          | -          | -                | данных нет        |
| 01.10.1942 года | -                                                          | -                                         | -          | -          | -                | данных нет        |